# Broșteni, Stînga Nistrului
Broșteni este un sat din Unitățile Administrativ-Teritoriale din Stînga Nistrului (Transnistria), Republica Moldova.
Conform recensământului din anul 2004, populația localității era de 496 locuitori, dintre care 401 (80.84%) moldoveni (români), 75 (15.12%) ucraineni si 12 (2.41%) ruși.

## Personalități

### Născuți în Broșteni
- Maria Barbulat (1910–?), om de stat și politician sovietic moldovean.